# خوسيه غارسيا لادرون دي جيفارا
خوسيه غارسيا لادرون دي جيفارا (بالإسبانية: José García Ladrón de Guevara)‏‏ (5 ديسمبر 1929 - 3 مارس 2019) كاتب من إسبانيا.